# 幡多廃寺塔跡

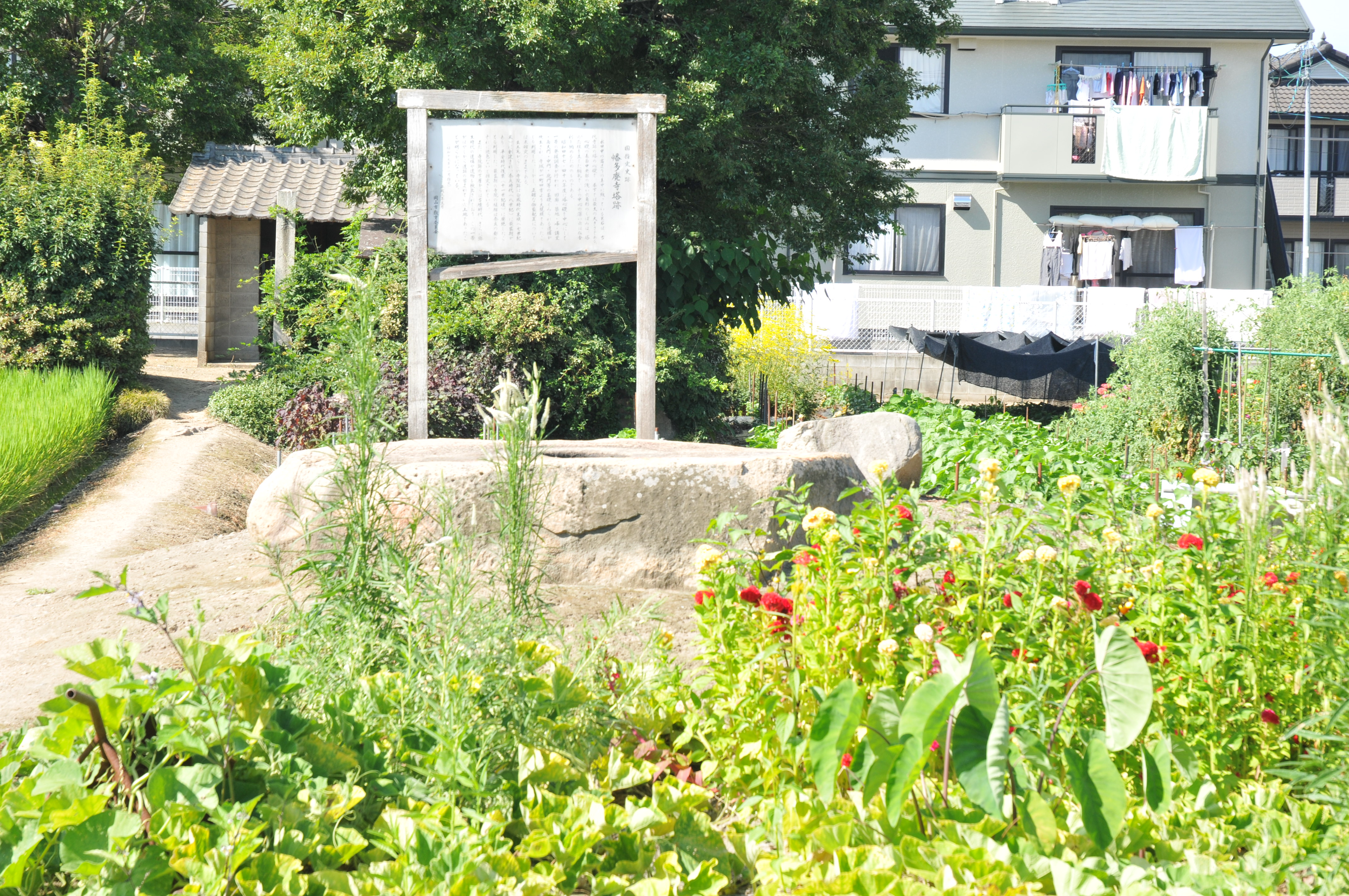
幡多廃寺跡

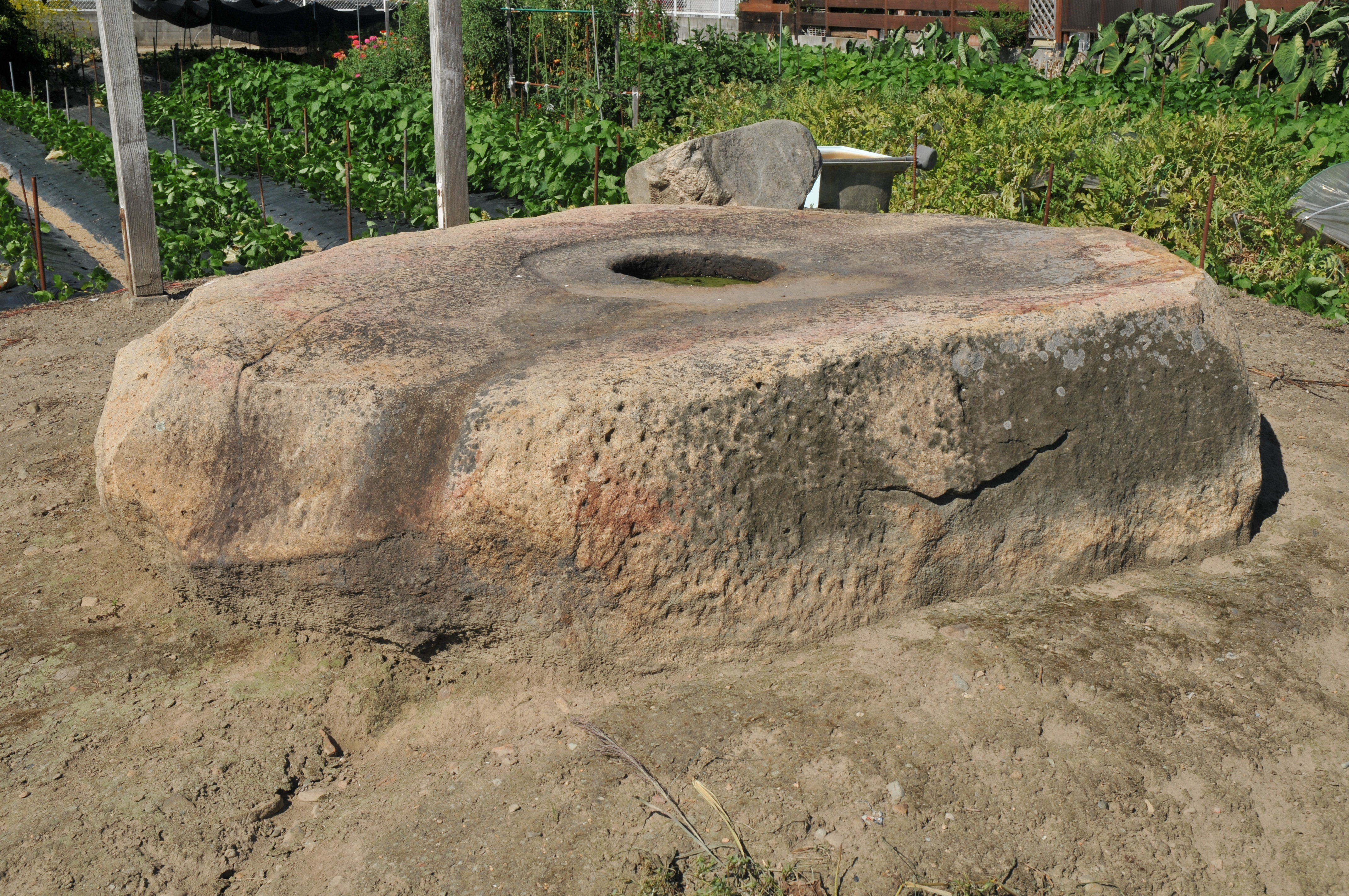
塔心礎

幡多廃寺塔跡（はたはいじとうあと）は岡山県岡山市中区赤田にある仏教寺院跡に残る塔跡の遺跡である。国の史跡。

## 塔跡
水田中に岡山県下最大の塔心礎が一つ露出している。塔心礎の中心部には六角形の浅いくぼみがありここに柱が立てられた。また、深い穴には仏舎利が収められていた。この礎石表面には被熱痕が見られ、火災によって塔が焼亡したと推測されている。

## 幡多廃寺
この寺院は古代吉備の豪族であった上道氏の氏寺の一つと推測される。この遺跡の周囲には備前国府跡や賞田廃寺跡もあり、この地域一帯は古墳時代から奈良時代にかけての古代吉備の中心地の一つであったようだ。
寺院の歴史は出土した瓦より、7世紀後半の飛鳥時代後期に創建され、奈良時代に最盛期を迎え、平安時代後期の11世紀に廃寺となったことが確認された。
昭和47年（1972年）から昭和48年（1973年）にかけて発掘調査が行われ、金堂・塔の基壇・回廊・築地・南大門・中門・北門などが確認された。寺院の規模は1町四方（約110平方メートル）よりも大きいことが判明しているが、伽藍の正確な配置は未確定である。塔跡周辺からは凝灰岩が出土しており、賞田廃寺同様に凝灰岩壇正積基壇であったことが推定される。これは畿内中心部の有力寺院に見られる基壇で地方寺院では極めて珍しく、中央政権との繋がりの強さを物語っている。また他にも多数の瓦のほか、奈良三彩などの陶磁器類、円面硯、土器などが出土している。
塔跡は昭和19年（1944年）に国の史跡に指定された。

## アクセス
- JR山陽本線高島駅下車、南東へ徒歩5分